# Phalangium conigerum
Phalangium conigerum is een hooiwagen uit de familie echte hooiwagens (Phalangiidae).